# Provincia de Holguín
Provincia de Holguín är en provins i Kuba. Den ligger i den östra delen av landet, 700 km öster om huvudstaden Havanna. Antalet invånare är 1 037 161. Arean är 9 210 kvadratkilometer. Provincia de Holguín gränsar till Las Tunas, Provincia de Santiago de Cuba, Provincia Granma och Provincia de Guantánamo.
Provincia de Holguín delas in i:

1. Municipio de Antilla
2. Municipio de Báguanos
3. Municipio de Banes
4. Municipio de Cacocum
5. Municipio de Calixto Garcia
6. Municipio de Cueto
7. Municipio de Frank País
8. Municipio de Gibara
9. Municipio de Holguín
10. Municipio de Mayarí
11. Municipio de Moa
12. Municipio de Rafael Freyre
13. Municipio de Sagua de Tánamo
14. Municipio de Urbano Noris

Följande samhällen finns i Provincia de Holguín:

- Moa
- Banes
- Rafael Freyre
- Urbano Noris
- Cacocum
- Gibara
- Cueto
- Sagua de Tánamo
- Jobabo
- Báguanos